# 巴慰祖

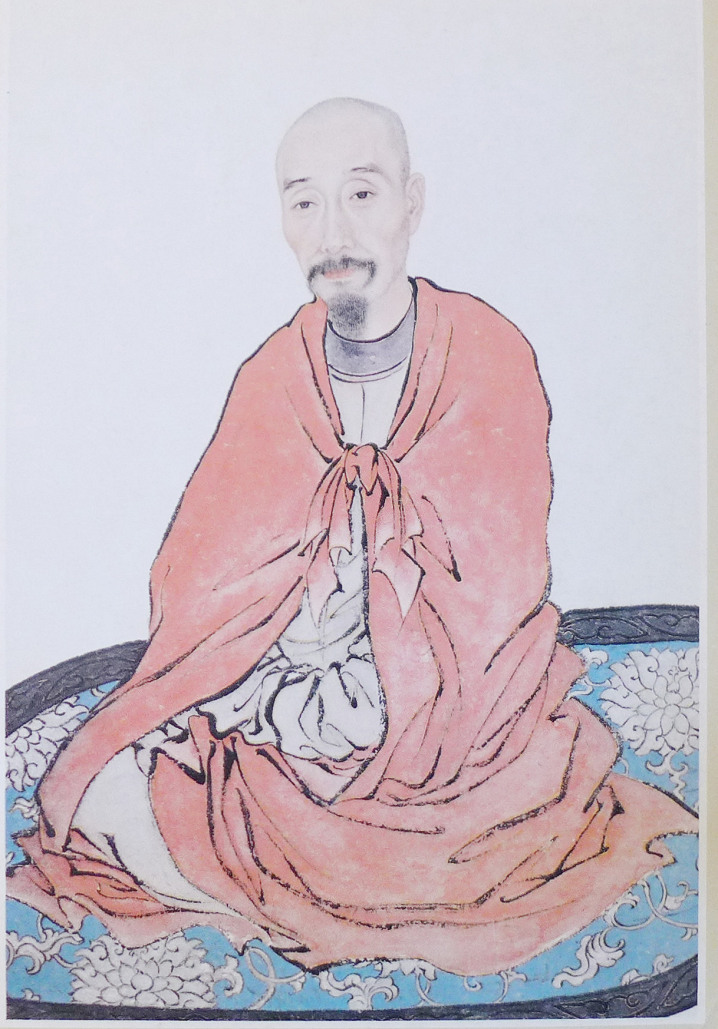
闵贞绘巴慰祖像（北京故宫博物院藏）

巴慰祖（1744年—1793年），字隽堂，号予籍、又号子安。安徽歙县渔梁村人。
巴雪坪之子。乾隆九年（1744年）生，官候補中書。好篆刻，擅摹汉印，幾可亂真，與程邃、胡唐、汪肇龍为“歙四子”，“皆宗秦汉”。乾隆五十八年（1793年）卒于扬州，年五十。著有《四香堂摹印》。